# Historia del lesbianismo en Bolivia

Bandera LGBT sobre el mapa de Bolivia

La historia del lesbianismo en Bolivia comienza a registrarse prácticamente a finales del siglo XX, con el surgimiento de los primeros grupos organizados que reclamaban derechos para las lesbianas y mujeres bisexuales, a veces asociados, a veces en desacuerdo, con los grupos gays, con quienes mantenían una relación no siempre armoniosa.

## Prejuicio
Según el censo de 2012, el 40,6% de los bolivianos se identificaba como parte de una nación indígena, siendo las principales la quechua (46%) y la aymara (42%). Sin embargo, no existen estudios ampliamente publicados sobre cómo estos pueblos abordaban la sexualidad (en particular la femenina) antes de la conquista española. Lo que sí se sabe es que, quizás por influencia de la Iglesia Católica, la homosexualidad en general y el lesbianismo en particular aún sufren fuertes prejuicios en la sociedad boliviana. Aunque la aceptación de orientaciones sexuales diferentes a la norma se ha expandido lentamente en las grandes ciudades, ésta todavía es una realidad distante en ciudades más pequeñas y en el interior del país, lo que obliga a muchas mujeres que se identifican como lesbianas o bisexuales a migrar como forma de escapar de la violencia y la discriminación.

## Visibilidad
Las primeras organizaciones TLGBI comenzaron a formarse en Bolivia en la década de 1980, como respuesta a la narrativa de que «la homosexualidad solo existía en otros países» y también como una movilización contra los abusos cometidos por la policía, que periódicamente realizaba redadas en establecimientos frecuentados por homosexuales en La Paz, exponiendo a sus clientes a humillaciones y maltratos. Esta fue, por ejemplo, la razón del surgimiento del MGLP de Alberto Moscoso, del boletín SLIP de Wilmer Galarza o del activismo de la Familia Galán de David Aruquipa.
En lo que respecta a las lesbianas, la visibilidad fue sin duda una prioridad para sus pioneras. Uno de los grupos más tempranos y representativos es Mujeres Creando, liderado por María Galindo y Julieta Paredes. Se fundó en 1992 como Comunidad Creando en La Paz, dentro de un movimiento de izquierda «arrogante, homofóbico y totalitario», que consideraba al feminismo un «elemento divisorio».
Sin embargo, las personas gays y lesbianas bolivianas aún no se habían organizado en un movimiento nacional, lo cual no ocurriría hasta 1998, en el llamado Encuentro Gay-Lésbico (que aún no incluía a hombres trans ni mujeres trans). Las lesbianas contribuyeron al movimiento unificado con conceptos de derechos humanos basados en teorías feministas, y en 1999 se nombró una coordinadora nacional.
En 2000 se realizó la primera Marcha del Orgullo Gay en Santa Cruz, que resistió ataques de grupos fundamentalistas y homofóbicos, y en 2003, por iniciativa de ADESPROC Libertad (ONG derivada del MGLP), la primera Marcha en La Paz.

## Activismo
En 2002, la Red Nacional de Comunidades TLGBI presentó un proyecto de ley al Congreso de Bolivia para proteger los derechos de las personas homosexuales. Fue también en ese año que las mujeres trans se unieron al movimiento y las mujeres lesbianas comenzaron a dar mayor visibilidad a sus líderes. Durante el mandato de Shirley Lorena Bayón como presidenta, la organización participó en la "IV Marcha por la Convocatoria a la Asamblea Constituyente en Bolivia", que exigió una revisión de la Constitución Política.
En 2005 se creó una Comisión Política Nacional y en 2007 (año en que Bayón renunció a la presidencia), Ronald Céspedes fue elegido representante a la Asamblea Constituyente, con una agenda de nueve puntos: el derecho al matrimonio igualitario, el derecho a la adopción, la lucha contra la discriminación, la identidad social, el servicio militar no obligatorio, el acceso a la educación sin acoso y el acceso a los servicios de salud. También se decidió utilizar el término "Colectivo GLBT" y los términos "identidad de género" e "identidad sexual". Debido a la presión de grupos reaccionarios, no se aprobaron todos los puntos, pero se incorporaron a la Constitución el respeto a la orientación sexual, la identidad social y la condena de las actitudes discriminatorias. Sin embargo, esto frustró las expectativas de Mujeres Creando, quienes protestaron contra el gobierno de Evo Morales.
En 2008, surgió en Santa Cruz otro importante grupo de activismo lésbico, la Red de Mujeres Lesbianas y Bisexuales de Bolivia (Red LB), liderada por Silene Salazar y Pamela Villarroel. Los orígenes del grupo, según Salazar, no fueron sólo de visibilidad y lucha contra los prejuicios (particularmente en las comunidades indígenas), sino también de conquistar un espacio propio dentro del movimiento TLGBI, que era percibido como monopolizado por los gays. El movimiento, que participó en su primera Marcha en Santa Cruz en 2009, con una sola representante, aumentó significativamente su número de militantes, y hoy tiene su sede en Cochabamba.